# 原島
原島（はるしま）は、長崎県壱岐島の南西に位置する日本の島。壱岐市に属し、隣接する大島・長島と共に渡良三島（わたらさんとう）を構成する。

## 概要
- 人口 - 約140人の有人島。
- 歴史 - 古くは「春島」とも書かれ、江戸時代には長島と共に平戸藩の流刑地とされていた。

2004年に壱岐の4町が合併して壱岐市となるまでは、他の2島と共に郷ノ浦町に属していた。
- 植物 - 本島に自生するスイセンは「原島スイセン」として知られる。
- 学校 - 島の北部に壱岐市立三島小学校原島分校があったが、2015年（平成27年）3月末閉校となった。このため、小学生は船通学で大島にある三島小学校の本校に通い、中学生は同じく船通学で壱岐島（本島）の壱岐市立郷ノ浦中学校に通う。

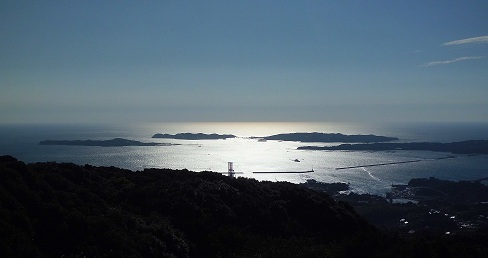
岳ノ辻から望む渡良三島（左から原島・長島・大島）

## アクセス
- 壱岐市営渡船「フェリーみしま」で郷ノ浦港より原島漁港の発着場まで約30分。